# Norbert Walter (Volleyballspieler)
Norbert Walter (* 1. Juli 1979 in Berlin) ist ein ehemaliger deutscher Volleyball-Nationalspieler.

## Karriere
Norbert Walter spielte bis 2001 beim SCC Berlin, mit dem er 2000 den DVV-Pokal gewann. Anschließend nahm er mit der A-Nationalmannschaft, in der er seit 1999 aktiv war, an der EM in Tschechien teil. Dann wechselte er innerhalb der Bundesliga zum VfB Friedrichshafen, mit dem er 2002 das Double holte und 2003 erneut den DVV-Pokal gewann. Nach der EM in Deutschland ging Walter ins Ausland. 2003/04 spielte er bei Unimade Parma, die folgende Saison ebenfalls in Italien bei Itas Diatec Trentino. 2005 wechselte er zu den Aon hotVolleys Wien. Bereits ein Jahr später ging er nach Frankreich zu Montpellier UC. 2007 verschlug es Norbert Walter nach Belgien zu Knack Randstad Roeselare, bevor er schließlich 2008 wieder in Italien bei den Canadiens Mantova anheuerte. Mit der Nationalmannschaft erreichte er bei der WM 2006 in Japan den neunten Platz.